# Novi Dom Beograd
Novi Dom Beograd (code BELEX : NVDM) est une entreprise serbe qui a son siège social à Belgrade, la capitale de la Serbie. Elle travaille dans le secteur de l'ameublement.
En serbe, Novi Dom signifie « la nouvelle maison ».

## Histoire
Novi Dom Beograd a été admise au marché non réglementé de la Bourse de Belgrade le 18 juillet 2007.

## Activités
Novi Dom propose des canapés, des canapés dépliants et des fauteuils,, des meubles de rangement et des lits, des bibliothèques et des meubles de rangement, des cuisines équipées et des meubles de salle à manger, ainsi que des meubles de bureau.

## Données boursières
Le 24 juin 2013, l'action de Novi Dom Beograd valait 1 049 RSD (9,15 EUR). Elle a connu son cours le plus élevé, soit 1 410 RSD (12,30 EUR), le 5 octobre 2007 et son cours le plus bas, soit 700 RSD (6,11 EUR), le 10 décembre 2007.
Le capital de Novi Dom Beograd est détenu à hauteur de 70,37 % par des entités juridiques, dont 60,56 % par l'Akcionarski fond Beograd ; les personnes physiques en détiennent 18,38 %.